# أنديرس أريكسون
أنديرس أريكسون (بالسويدية: Anders Eriksson) هو متسابق دراجات نارية سويدي، ولد في 14 مايو 1973.

## وصلات خارجية
- الموقع الرسمي